# Антицыганские волнения в Болгарии

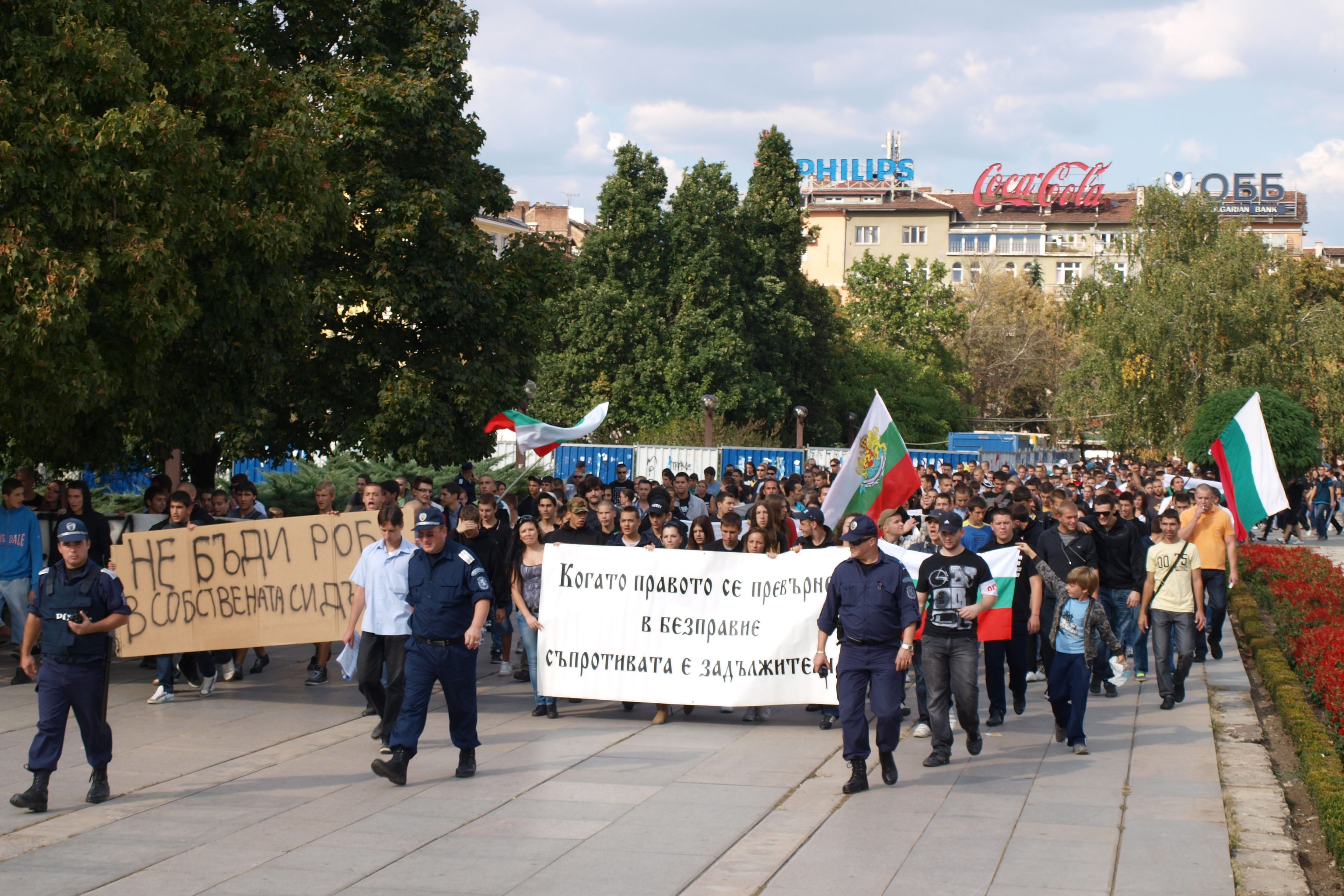
Протест в Софии, 1 октября 2011
Надпись на транспаранте слева: «Не будь рабом в своей стране».
Надпись на транспаранте справа: «Когда право обернётся в бесправие, сопротивление обязательно».

Антицыганские волнения в Болгарии (болг. Антицигански вълнения в България 2011) — массовые волнения в Болгарии в конце сентября 2011 года, поводом для которых послужила смерть болгарина, сбитого машиной цыганского барона.

## События в Катунице
Волнения охватили Болгарию после того, как микроавтобус цыганского барона Кирилла Рашкова 23 сентября сбил в селе Катуницы (близ Пловдива) 19-летнего Ангела Петрова. Особое возмущение вызвал тот факт, что машина барона скрылась с места происшествия, а сам барон подозревается в связях с преступным миром. В ходе вспыхнувших на следующий день (24 сентября) беспорядков в селе Катуницы несколько сотен местных жителей подошли к особняку барона и, разбив стекла, подожгли его, а также припаркованные рядом машины барона. С подоспевшими на место происшествия полицейскими местные жители вступили в стычку. Вечером из Пловдива на помощь местным жителям приехали футбольные фанаты клуба Локомотив. 27 сентября Кирилл Рашков был арестован и помещен в Пловдивскую тюрьму.

## Развитие событий

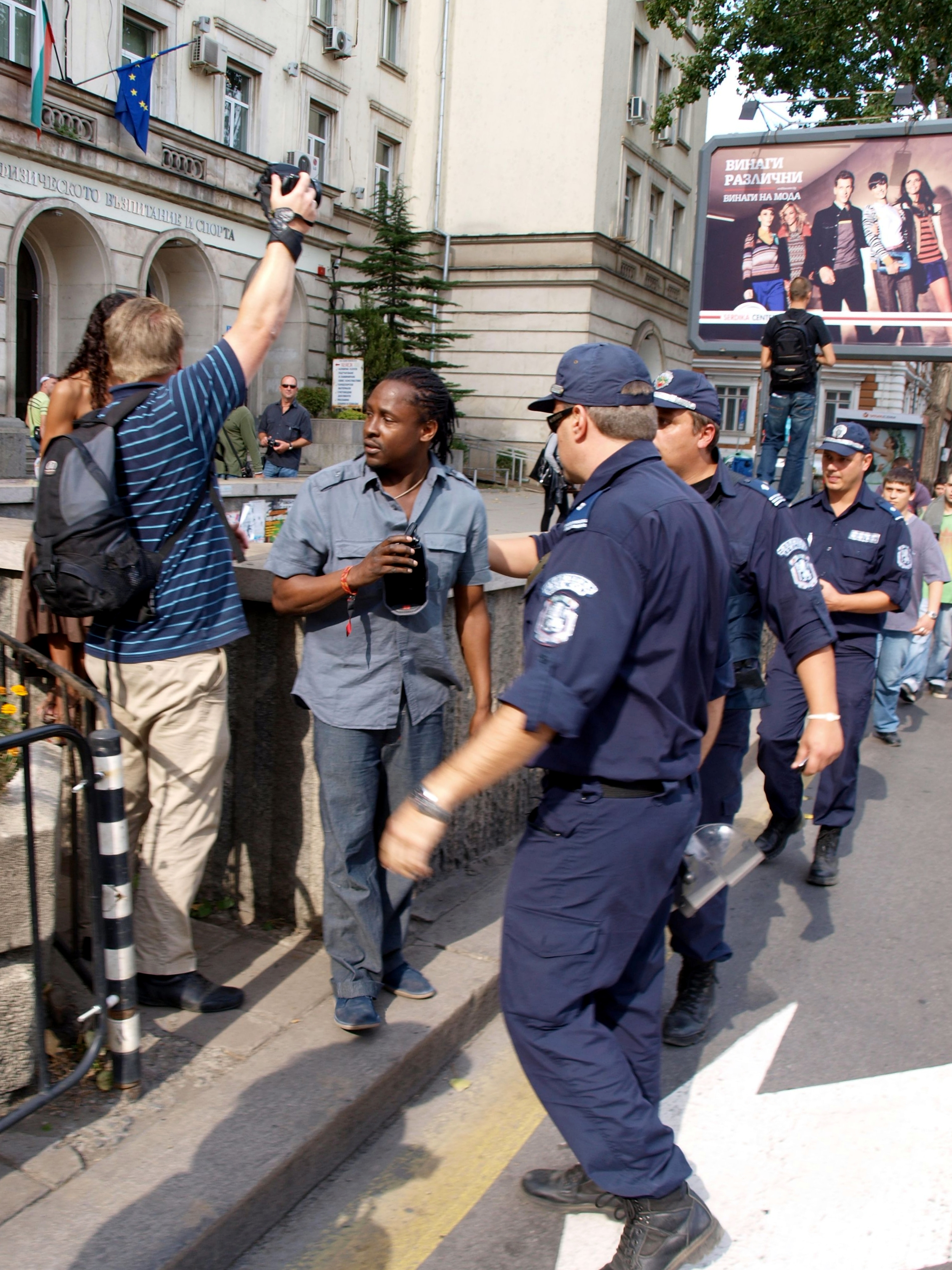
Протест в Софии 1 октября 2011. Болгарские полицейские уводят темнокожего фотографа-любителя подальше от маршрута демонстрации, чтобы не возникло эксцессов. Белые фотографы снимают спокойно.

Похороны погибшего Ангела Петрова в Пловдиве 25 сентября переросли в общенациональную волну протеста, которая охватила 14 болгарских городов, в том числе Благоевград, Бургас, Варну, Пазарджик, Плевну, Пловдив, Софию. В Пловдиве объектами атак протестующих стали цыганские кварталы Столипиново, Шекер-Махала и Аджисан-Махала, которые, впрочем, полицейским удалось защитить. 26 сентября акции сопровождались беспорядками, в ходе которых пострадали как стражи порядка, так и демонстранты. В Варне полицейским удалось отбить нападение на цыганский квартал Максуда. Полиция арестовала 168 участников шествий, у которых были изъяты ножи, биты, молотки, трубы от пылесосов и даже взрывные устройства. Среди задержанных были футбольные фанаты, активисты праворадикальных организаций (ВМРО — Болгарское национальное движение) и несовершеннолетние. Основное требование демонстрантов — изгнание цыган из страны.
Однако далеко не всегда цыгане выступали в качестве пострадавшей стороны. Так 30 сентября в Благоевграде полиции удалось заблокировать и арестовать толпу из 200 вооруженных цыган, которые готовились спровоцировать беспорядки.
В субботу 1 октября в столице Болгарии Софии прошла многотысячная антицыганская демонстрация под лозунгами: «Болгария без цыган», «Не будь рабом в своей стране».

## Последствия
В результате волнений президент страны Георгий Пырванов созвал 1 октября 2011 года Совет по национальной безопасности.

## Галерея

Антицыганский протест в Софии, 27 сентября 2011
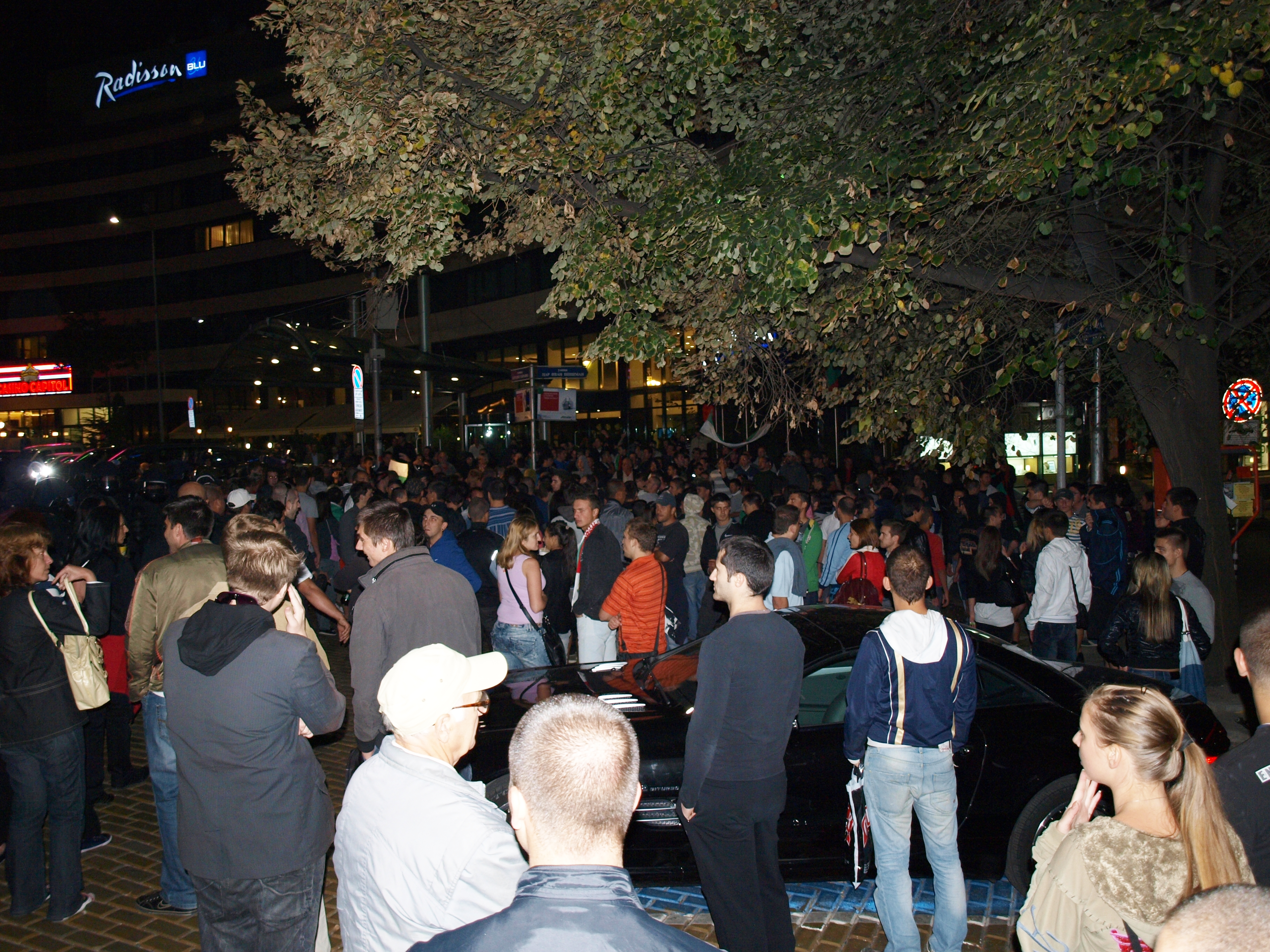
Протестующие на площади перед Народным собранием
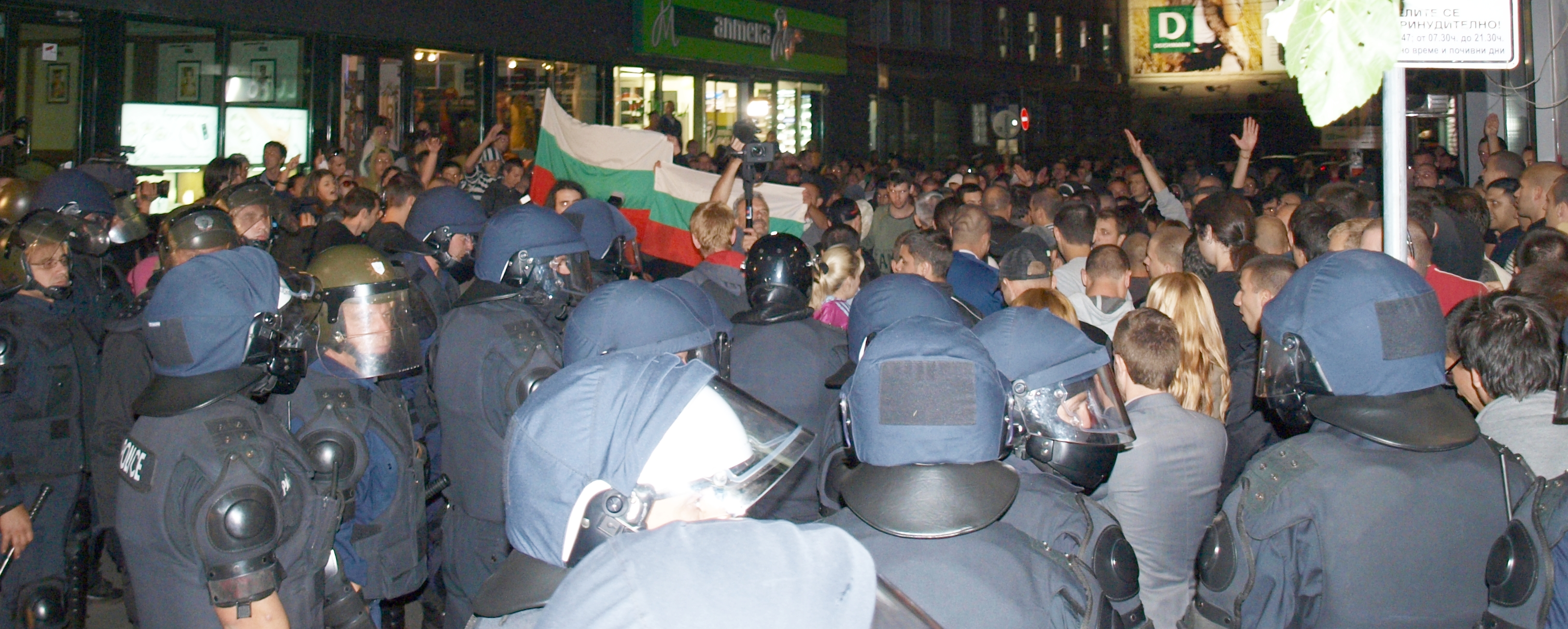
Полиция начинает разгон протестующих
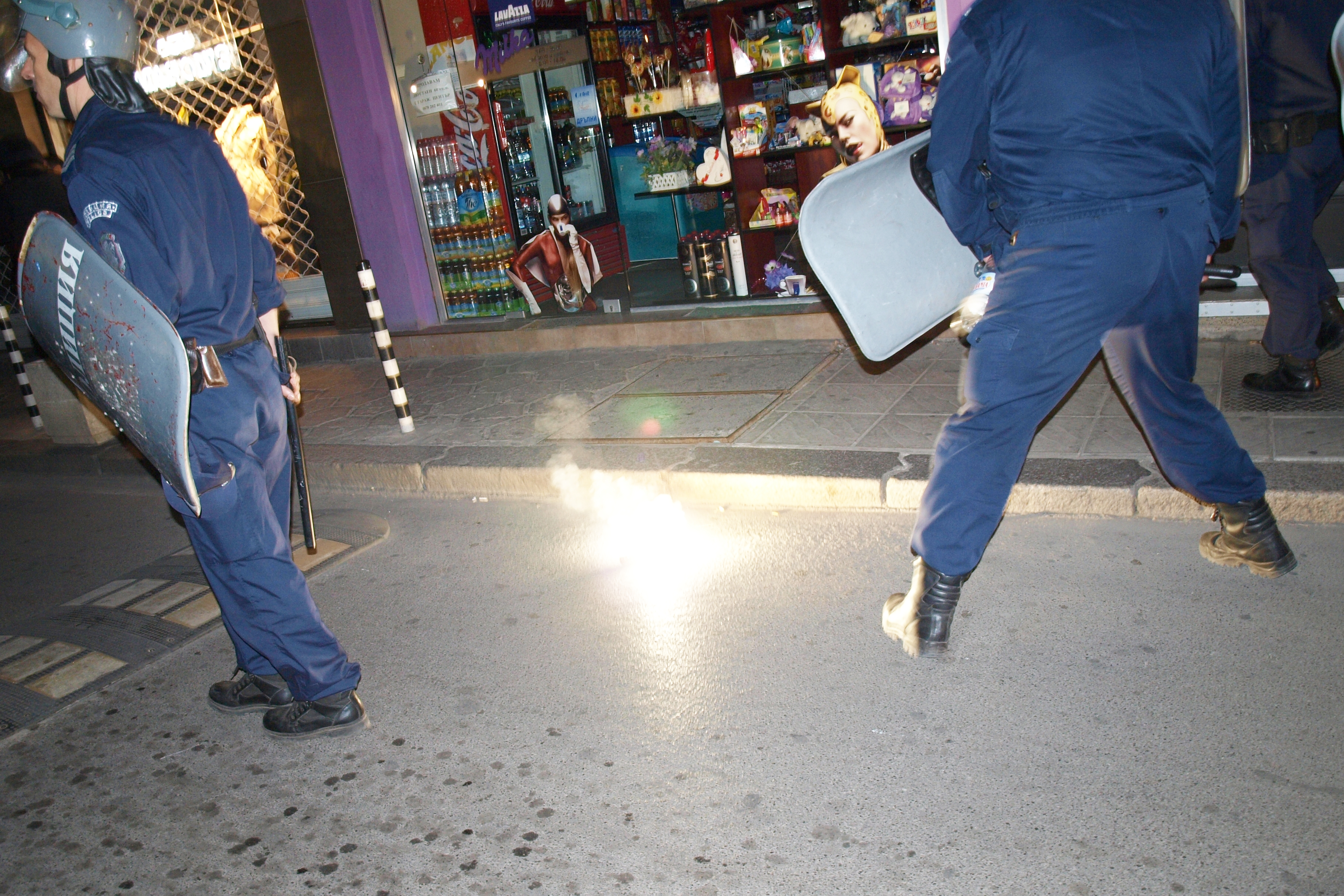
Протестующие бросают петарды в полицейских
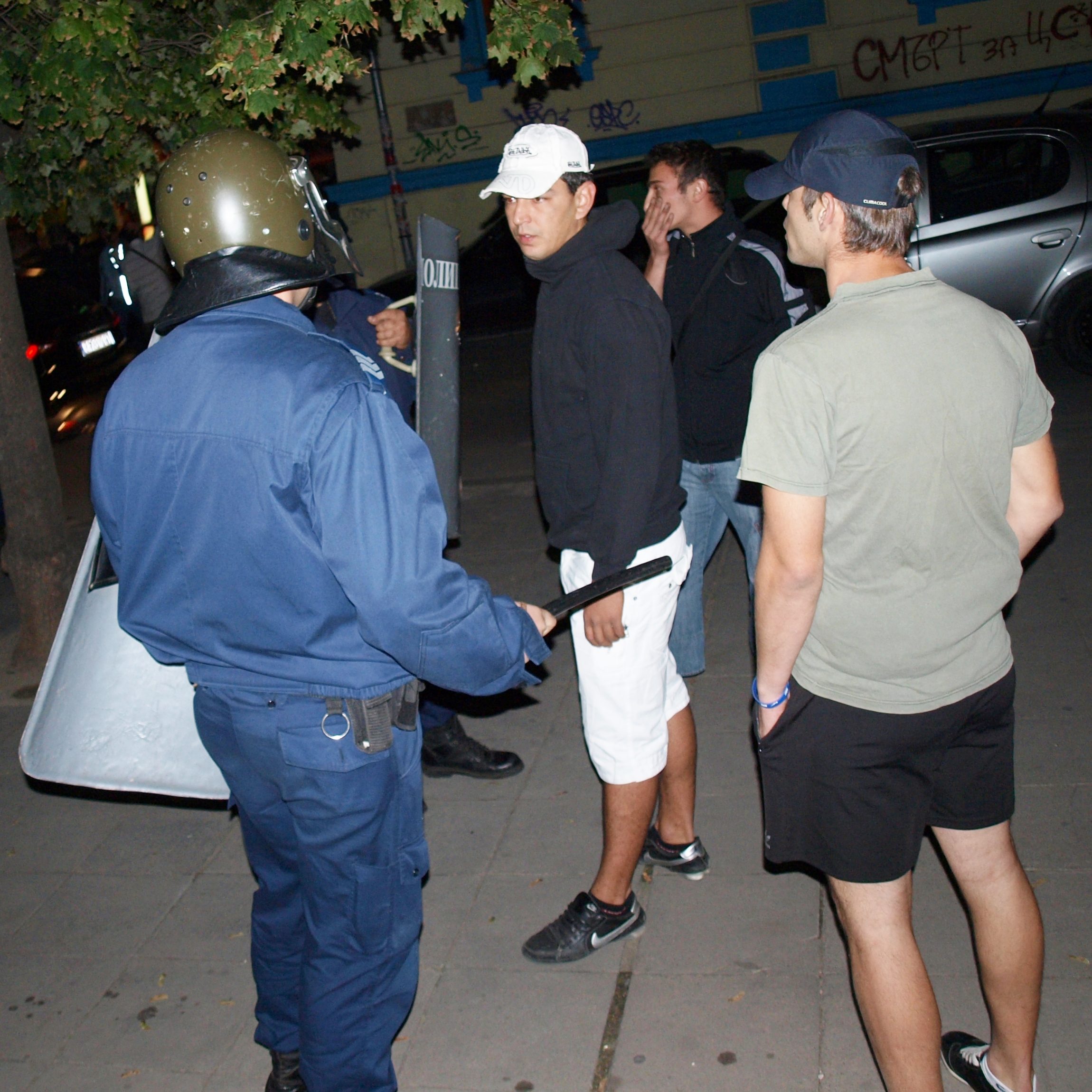
Полиция разбивает протестующих на мелкие группы и отсекает их от толпы
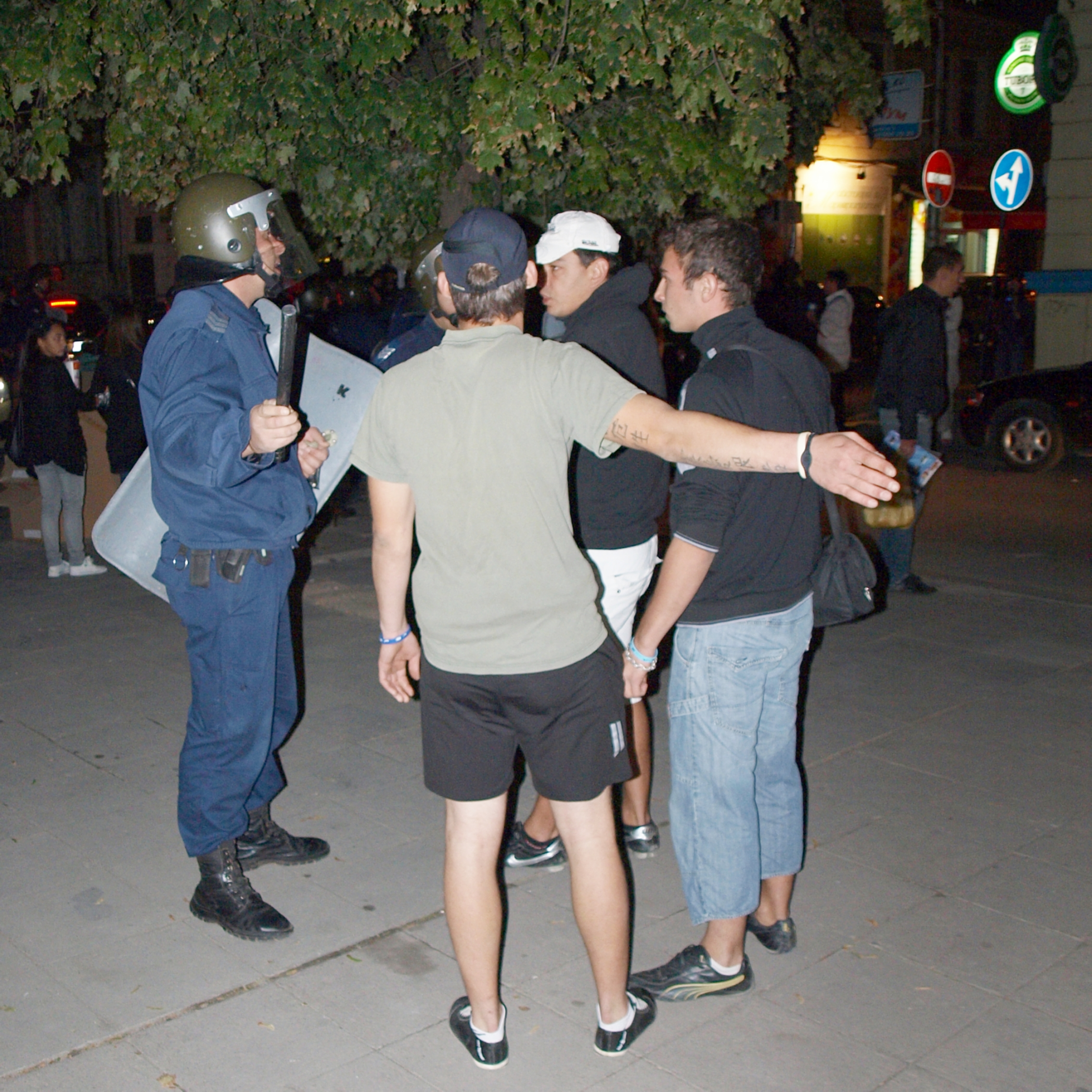
Полиция разбивает протестующих на мелкие группы и отсекает их от толпы

Антицыганский протест в Софии, 1 октября 2011
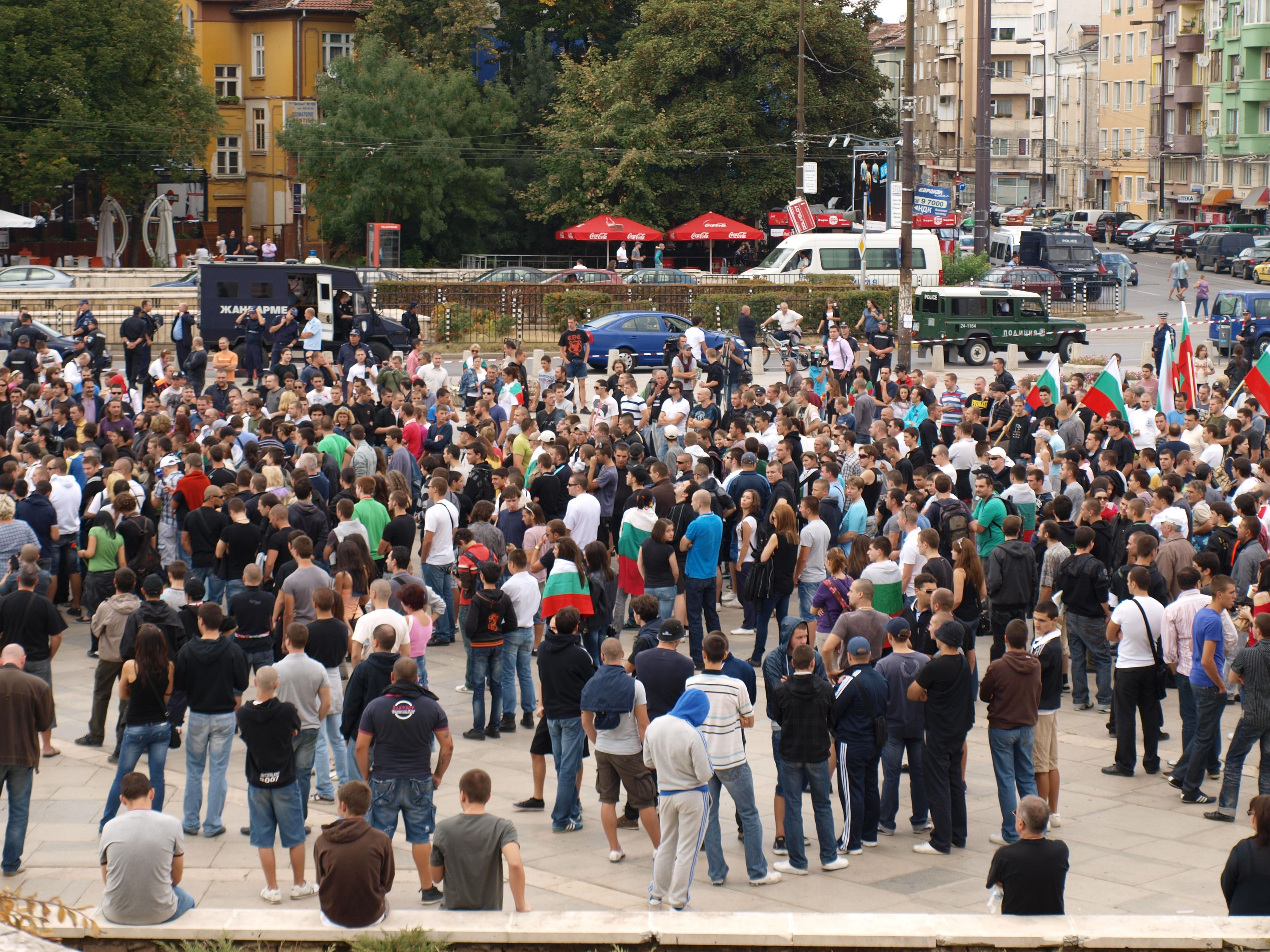
Начало демонстрации.
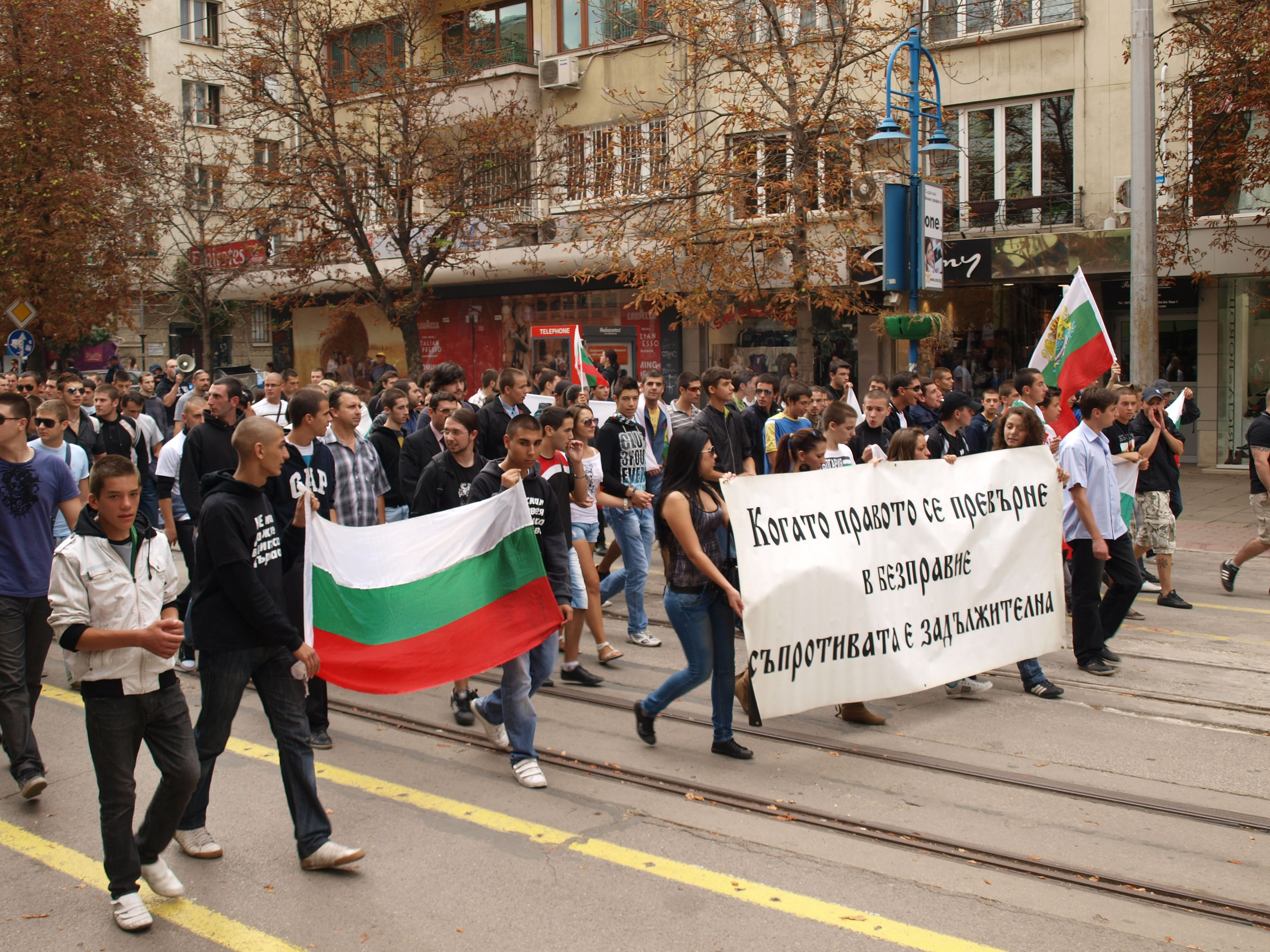
«Когда право обернётся в бесправие, сопротивление обязательно».
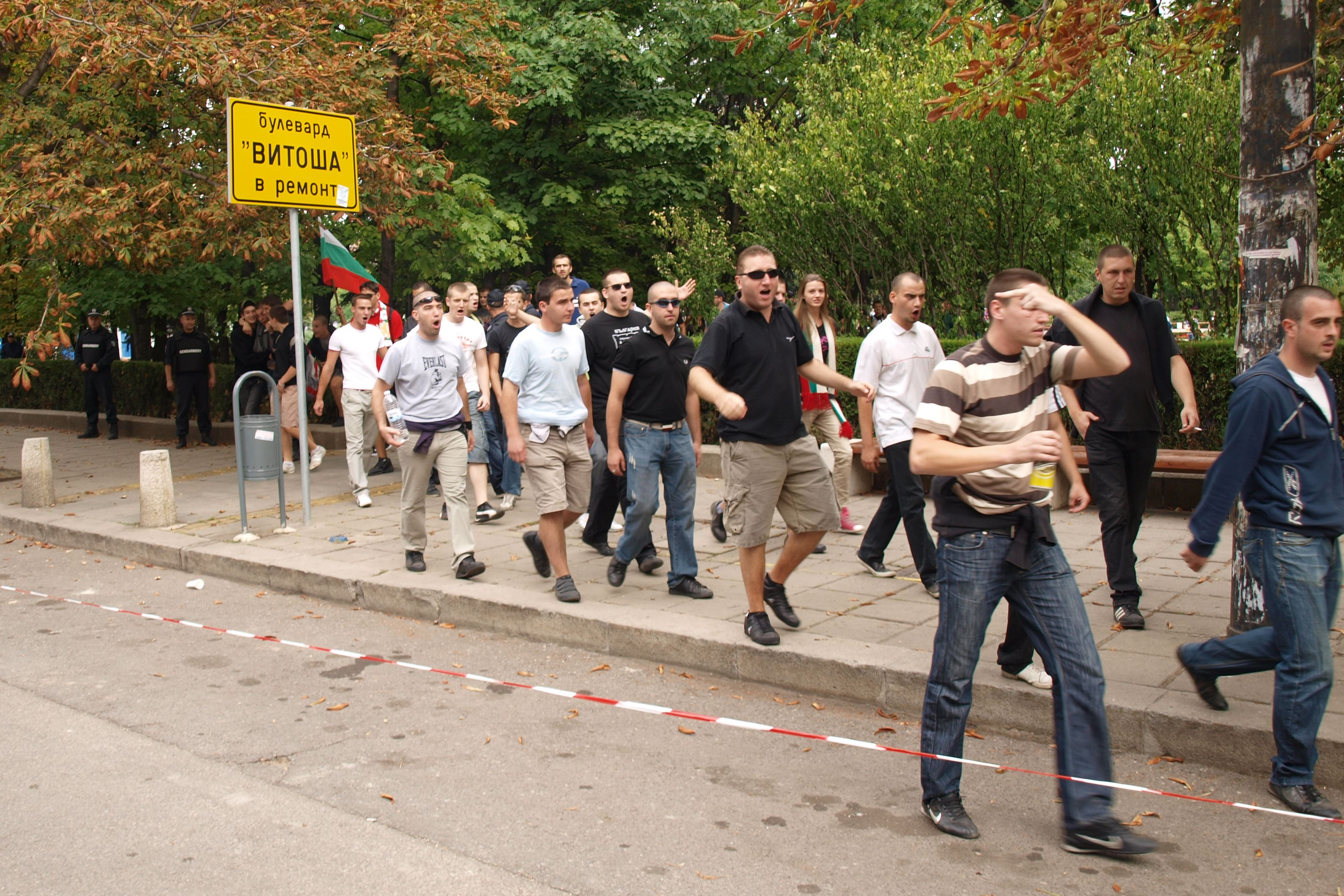
Всё больше…
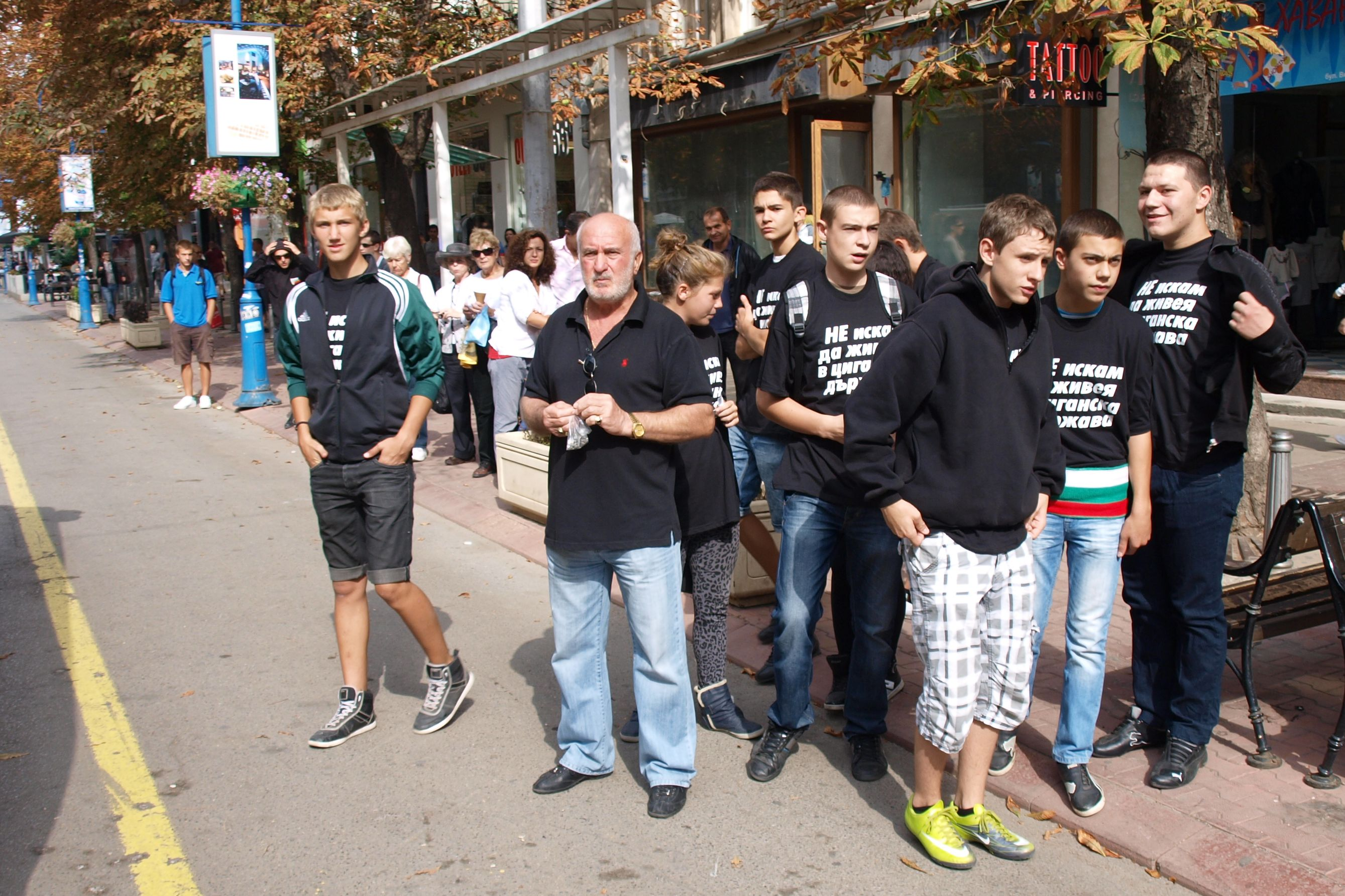
и больше людей присоединяется к протестующим.
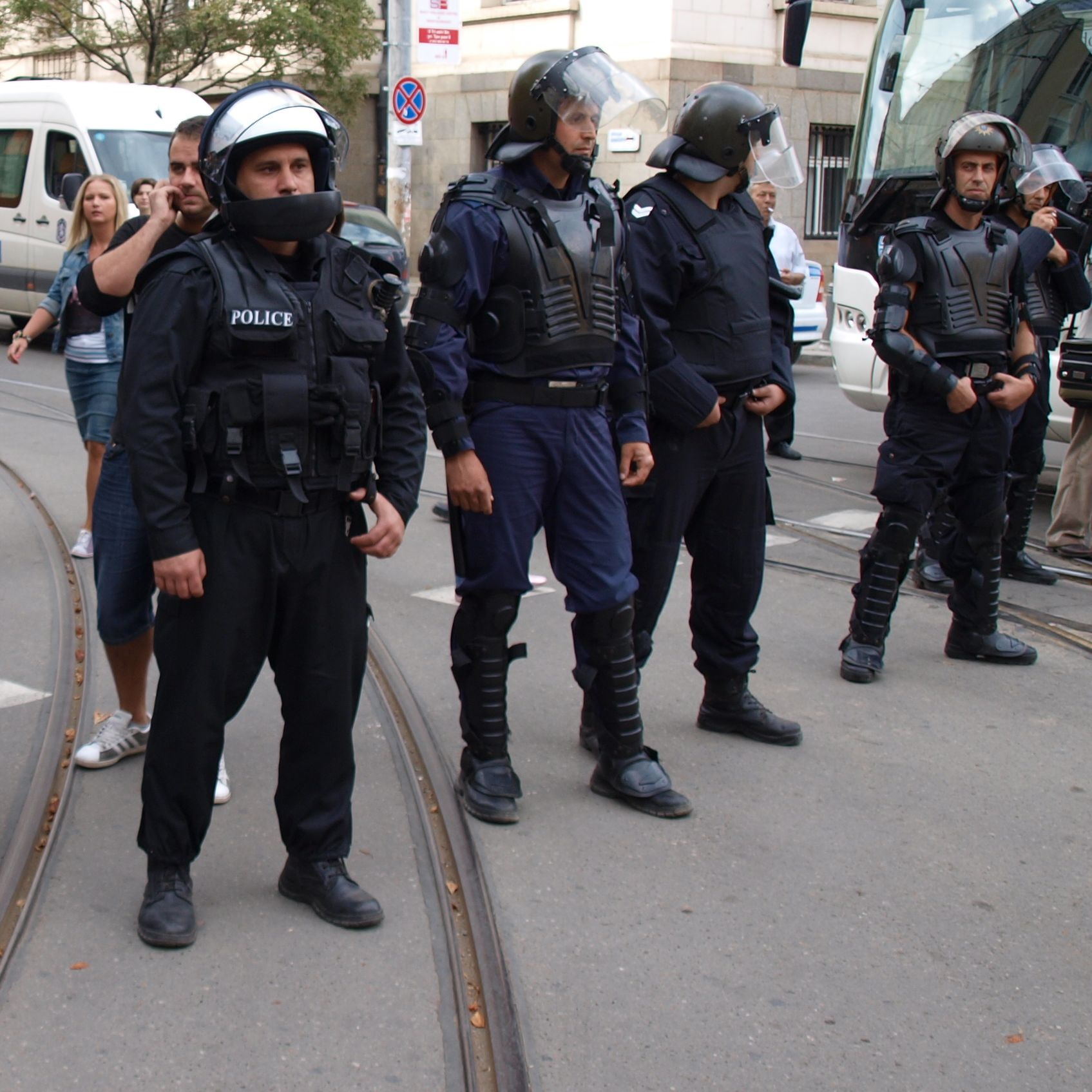
Полицейские блокируют демонстрантов.
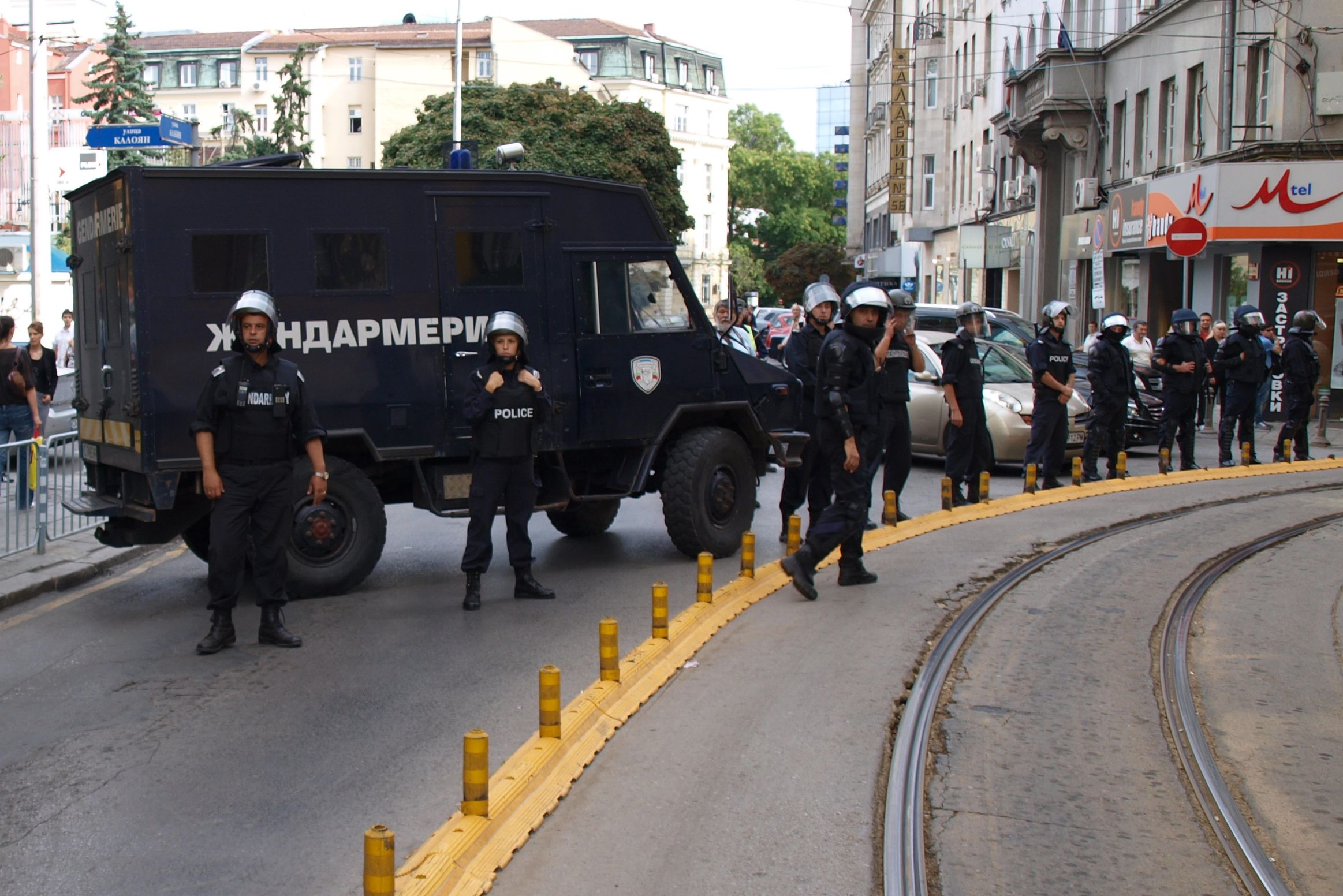
Для охраны мероприятия задействованы силы болгарской жандармерии.
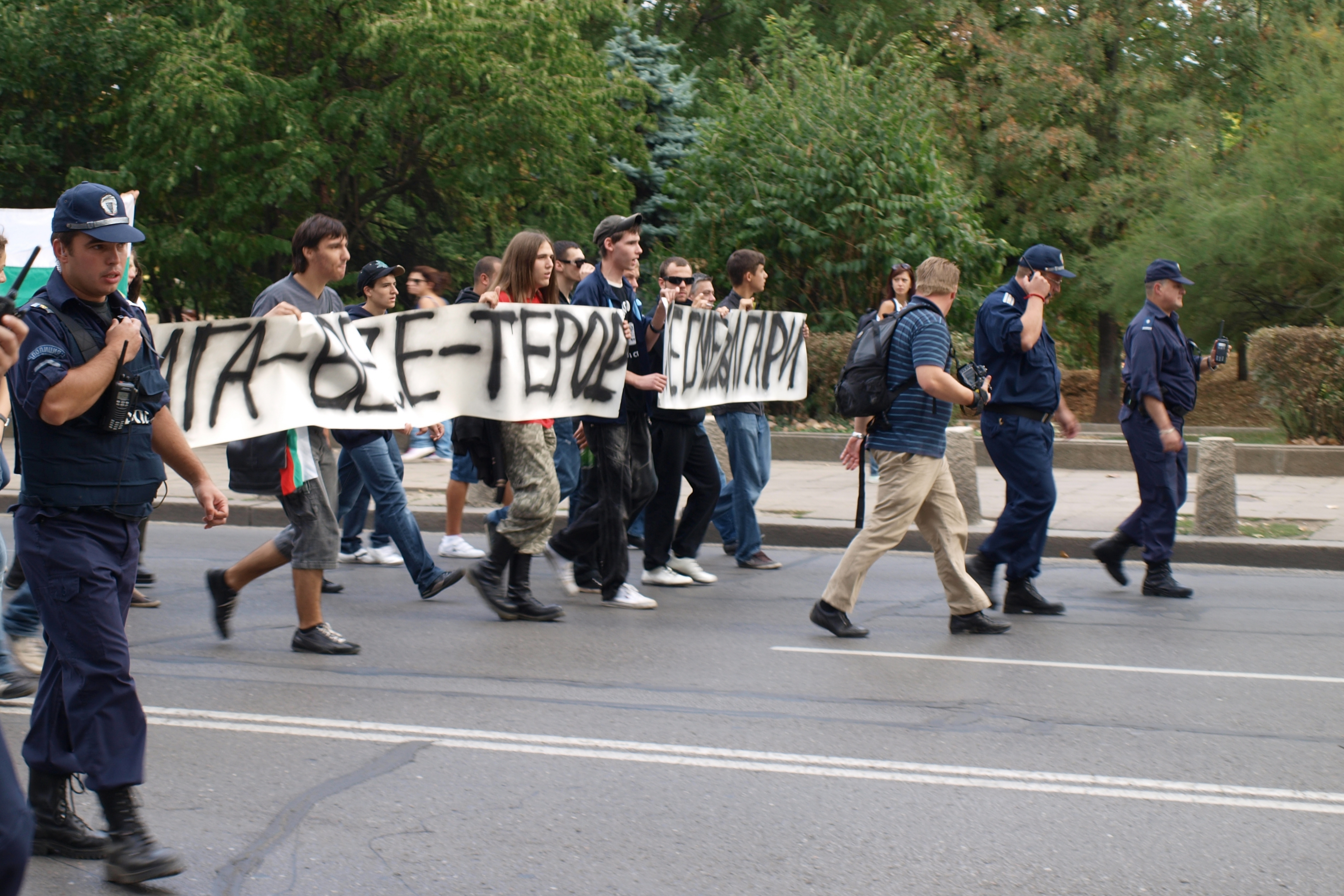
Прекратите террор. Мы — болгары.
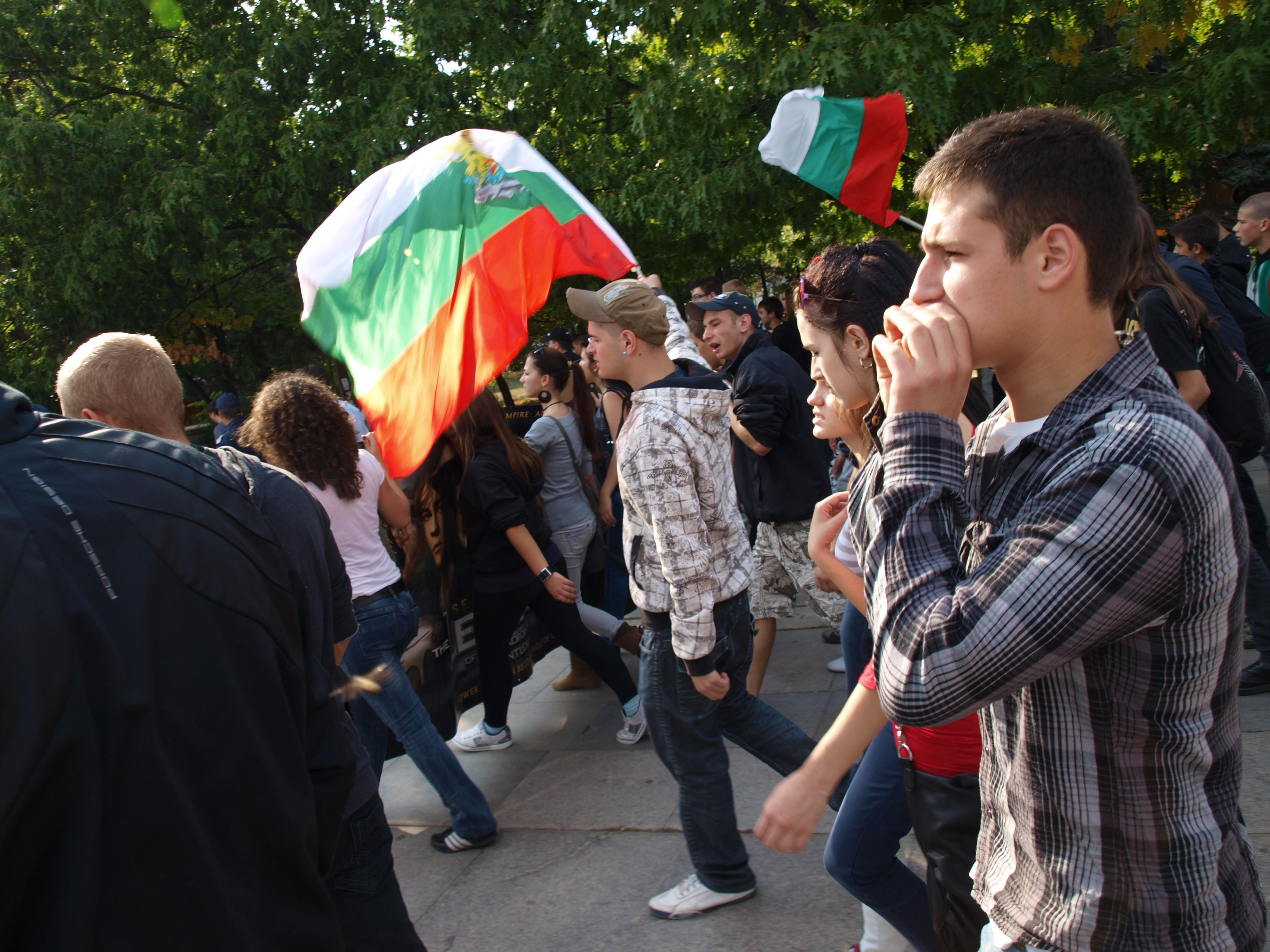
Болгарская молодёжь на демонстрации.
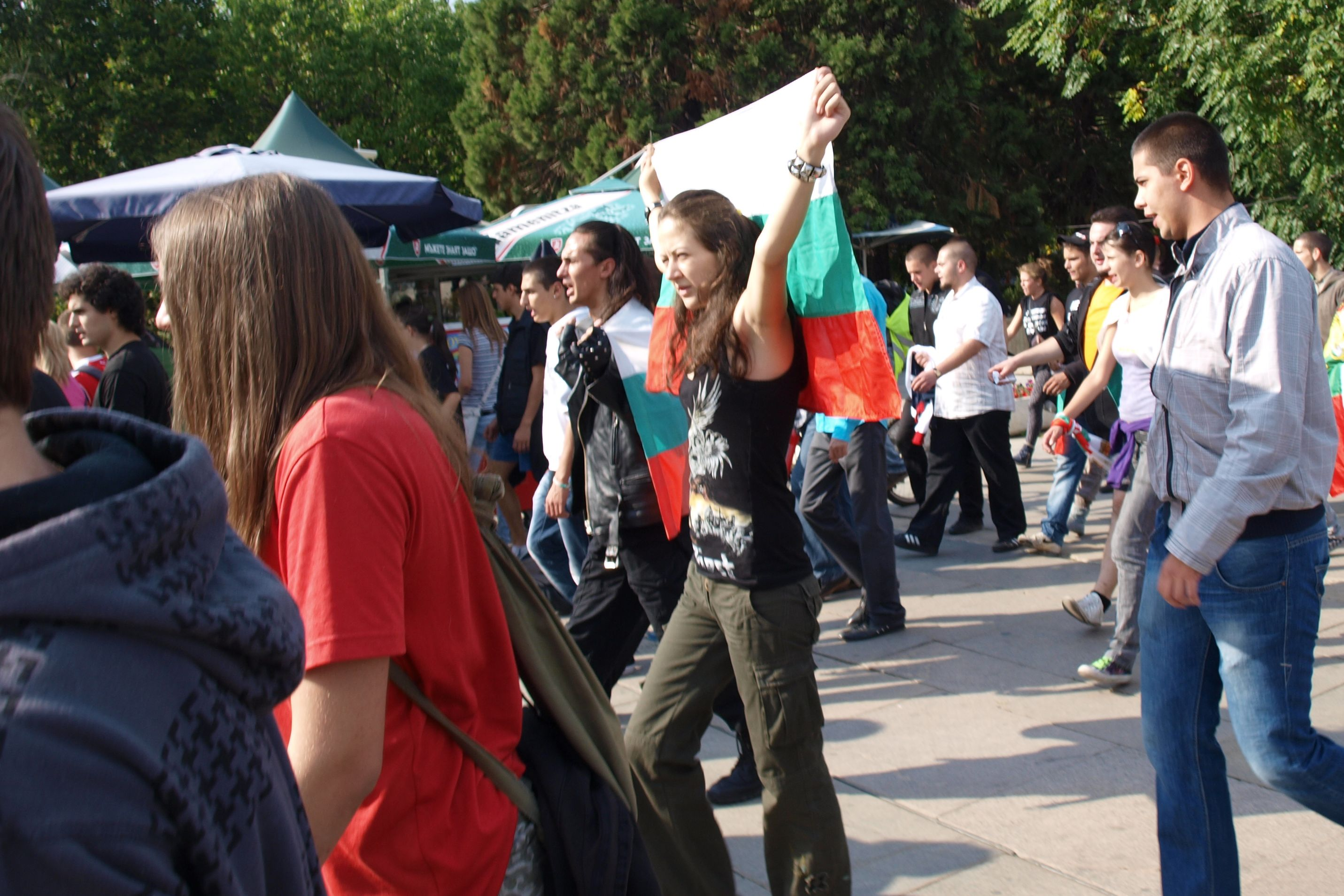
Молодая демонстрантка с болгарским флагом.
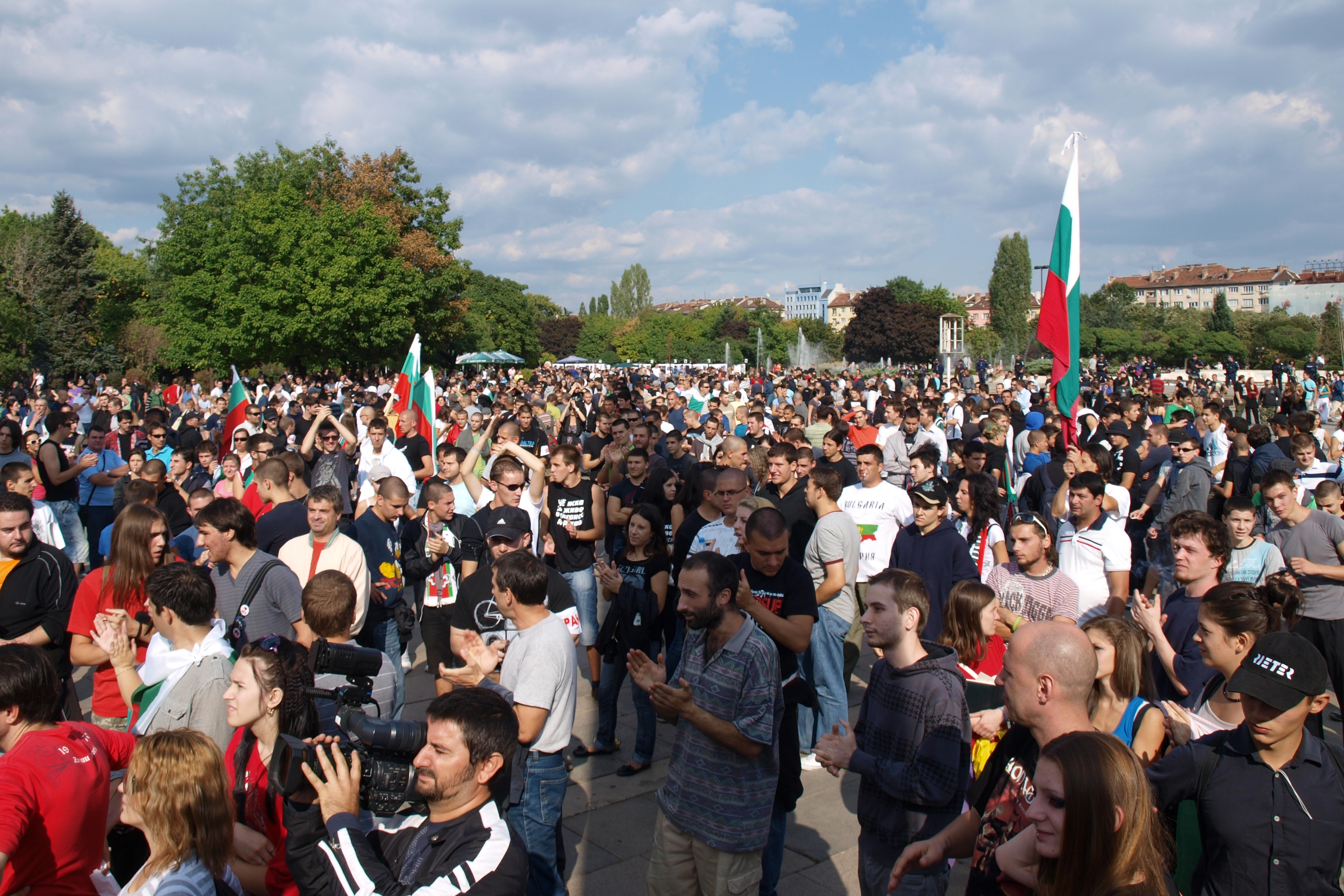
В конце демонстрации около 5000 человек протестуют против цыганской преступности в Болгарии.